# Dalbergia commiphoroides
Dalbergia commiphoroides är en ärtväxtart som beskrevs av Baker f.. Dalbergia commiphoroides ingår i släktet Dalbergia, och familjen ärtväxter. Inga underarter finns listade i Catalogue of Life.